# 秋姓
秋姓，在《百家姓》中排第237位。

## 源流
- 齊國大夫仲孫秋（或作「仲孫湫」），其後裔在陳國為官，改姓「秋」。

- 古有「司寇氏」，因其為「秋官」（掌理司法之官），改姓「秋」。

- 古有善弈者名秋（孟子記為弈秋），其後裔以「秋」為姓。

- 漢朝有大長秋之官，其部屬改為「秋」姓。

## 分布
在中國大陸，秋姓約有2.28萬人口，台灣秋姓人口在2018年有212人，位列437名。而大韓民國在2015年人口普查中有60,483秋姓人口。

## 延伸阅读
[在维基数据编辑]
 《百家姓》
 《欽定古今圖書集成·明倫彙編·氏族典·秋姓部》，出自陈梦雷《古今圖書集成》
1. ↑  . 中国姓氏网.
2. ↑   (PDF). 中華民国内政部: 285. 2018年10月  [2023年1月19日].
3. ↑  . kosis.kr.   [2022-11-27].